# Batalla de Port Gibson
La Batalla de Port Gibson  va ser un enfrontament armat de la Guerra de Secessió nord-americà, que s'emmarca en la campanya de Vicksburg. Va esdevenir l'1 de maig de 1863.

## Antecedents
El general de la Unió Ulysses S. Grant va llançar la seva campanya per recuperar Vicksburg (Mississipi) a la primavera (boreal) del 1863, prenent com a base el poble de Millikan's Bend, situat a la riba occidental del Riu Mississipi. La seva intenció era prendre a l'assalt el Grand Gulf, mentre que el seu subordinat, el general William T. Sherman, feia una maniobra distractiva per evitar que l'exèrcit confederat oferís resistència. Aquesta maniobra consistia a fingir un atac en Yazoo Bluffs. Fet això, Grant enviaria el general Nathaniel P. Banks, amb el XII Cos d'Exèrcit, a prendre Port Hudson, Louisiana, mentre que Sherman s'apressaria a reunir-se amb Grant i James B. McPherson per atacar els ferrocarrils enemics. No obstant això, la flota unionista no va ser capaç de silenciar les bateries confederades en Grand Gulf, el que va obligar Grant a embarcar les seves tropes cap al sud, començant a travessar el riu a Bruinsburg, Mississipi, el 30 d'abril. L'atac fictici contra Yazoo -conegut com a batalla de Snyder's Bluffs - va ser un èxit total, fins al punt que només una brigada confederada va poder ser enviada per oposar-se a l'avanç de Grant.
Les úniques tropes confederades a l'àrea consistien en un regiment de cavalleria, comandat per Wirt Adams, i havien rebut l'ordre de perseguir les forces federals. El general John S. Bowen, per tant, va decidir fer una operació de reconeixement per intentar obligar Grant a revelar les seves veritables intencions. Bowen es mogué cap al sud, des del Grand Gulf amb la Brigada de Green, i prengué una posició al damunt de Rodney road, just al sud-oest de Port Gibson, prop de Magnolia Church, dues milles al nord de la posició de Green. Una sola brigada de reforç, sota el comandament de Brigadier General Edward D. Tracy, arribà més tard i fou col·locada en suport de la Brigada de Green. Uns turons d'un centenar de peus d'alçada, separats per uns barrancs gairebé verticals atapeïts de canyes i mala herba, feien sostenbile la posició de Bowen, tot i l'aclaparadora superioritat de les forces de la Unió.
La manca de cavalleria sudista tindria un impacte enorme sobre el desenvolupament futur de la campanya. Si Bowen hagués estat informat que els del nord estaven desembarcant a Bruinsburg i no en Rodney, s'hagués apostat en el lloc correcte, negant a Grant la possibilitat de consolidar la seva cap de pont cap al cor del territori confederat. A sobre de mals, l'exèrcit de Tennessee es va demorar en arribar al lloc, perquè el seva comandant, John A. McClernand, havia oblidat demanar racions per alimentar les seves tropes. Després del consegüent retard, l'esmentat exèrcit va aconseguir obrir-se pas cap a Port Gibson. Just després de la mitjanit del 1r de maig, els elements avançats de l'exèrcit unionista-la 14a Divisió, al comandament del brigadier general Eugene A. Carr - van fer contacte amb els primers escamots confederats al centre de la ciutat. Fins a les 3 del matí es van registrar esporàdics combats d'artilleria. Informat que l'enemic atacava des del nord, McClernand va apostar la 9a Divisió, al comandament del general Osterhaus per oposar-s'hi. Ubicats ambdós contendents en les seves posicions, van esperar en silenci les primeres llums.

## Batalla
El general Carr va inspeccionar personalment el camp de batalla, i va decidir que un atac frontal a les posicions confederades seria suïcida. En comptes d'això, va elaborar un pla envolvent, segons el qual una brigada avançaria lentament a través d'un canyar, mentre que una altra baixaria al fons de rierol de Widow, i des d'allà colpejaria pel flanc esquerre confederat. La 12a Divisió del brigadier general Alvin P. Hovey arribà i es va llançar endavant, a l'hora que els homes d'en Carr irrompien en la posició dels confederats. Ambdós flancs havien estat rodejats, els homes d'en Green es dissolien i sortien corrents. McClernand s'aturà per tal de reorganitzar-se i aleshores, sempre el polític, es llançà a una sèrie de grandiosos discursos, fins que Grant va assenyalar que els confederats s'havien merament retirat cap a una posició més sostenible.
Reforçats per la 10a divisió del general A.J. Smith i la Brigada Stevenson del XVII Cos de McPherson, McClernand reprengué la persecució. Amb 20.000 homes amuntegats en un front d'1.5 milles, el pla de McClernand semblava que era forçar aquesta via, passada la línia dels confederats.
Un assalt flanquejat pels Missourians de Francis Cockrell, arronsà el flanc dret dels federals i donà a McClernand una pausa. La posta del Sol trobà els dos contendents instal·lats en un punt mort, al llarg d'un ampli front sobre Rodney Road, a diverses milles de Port Gibson.
Al front de Bruinsbrug Road, Osterhaus s'havia dedicat a pressionar en Tracy amb franctiradors i artilleria federal, i ocasionalment llançava un regiment sense suport contra la línia defensiva de la Confederació. El major general James B. McPherson va aparèixer a la tarda amb la brigada de John E. Smith. Vestint un mantell per tal de disfressar el seu rang, passà revista a les línies del front i ràpidament va idear un moviment envolvent que faria insostenible tot el flanc dret confederat. No havien passat encara vint minuts, des que les tropes varen estar llestes per a l'assalt, que els confederats retrocedien al fons de Bayou Pierre, deixant rere seu centenars de presoners. Amb el camí cap a la seva rereguarda amenaçat, Bowen va començar la retirada, a través de Port Gibson, vers la costa nord de Bayou Pierre.

## Seqüeles
El 2 de maig, Grant ràpidament obligà Bowen a canviar de plans, mitjançant l'enviament de McPherson per tal que creués el Bayou Pierre, per un gual situat a diversos quilòmetres aigües amunt. Impressionat amb la constatació que McPherson podia tallar-li la retirada des del pont sobre el Gran Riu Negre (Big Black River en anglès), Bowen va ordenar que s'abandonessin les formidables defenses al Grand Gulf, va fer esclatar els magatzems i va destruir l'artilleria pesant. Troneres de la Unió, investigant la naturalesa de l'explosió, van arribar i va prendre Grand Gulf, sense un sol tret. Grant entengué la naturalesa de l'explosió i va anar a Grand Gulf amb una petita escorta, gaudint del seu primer bany a les últimes setmanes, i celebrant la captura del que es convertiria en el seu magatzem central de subministraments a mesura que avançava terra endins. Relaxat com estava, li va arribar la correspondència, incloent un missatge de les ribes (del riu) que estava molt lluny de Port Hudson. El pla de Grant per separar McClernand a les ribes hauria d'esperar.
A fi i efecte de fer alguna cosa més que afirmar la decisió de Bowen, el major general William W. Loring va arribar i va prendre el comandament. Es va dur a terme una gran activitat de rereguarda. Els confederats es van afanyar a retirar les seves forces a través de l'estret pont i van tractar d'incendiar-lo. Elements avançats del Cos XVII va arribar a temps per salvar el pont de la seva destrucció. L'exèrcit improvisat que havia lluitat tan bé a Port Gibson no descansaria fins que no hagués entrat a les fortificacions Warrenton, situades gairebé a deu quilòmetres de distància. Aquí va començar la millora de les fortificacions al llarg dels camins de Vicksburg, pensant que Grant no trigaria a venir. Grant, però, tenia altres plans: els camins a la riba oest del Gran Riu Negre estaven oberts de bat a bat fins a Jackson, capital de l'estat de Mississipi i l'important enllaç a Vicksburg. Grant preparà el seu exèrcit per colpejar aquest objectiu (vegeu Setge de Vicksburg).